# Staurogyne diantheroides
Staurogyne diantheroides är en akantusväxtart som beskrevs av Gustav Lindau. Staurogyne diantheroides ingår i släktet Staurogyne och familjen akantusväxter. Inga underarter finns listade i Catalogue of Life.